# Zat Knight
Zatyiah "Zat" Knight, född 2 maj 1980 i Solihull i Västra Midlands, är en engelsk fotbollsspelare. Han spelade senast för Bolton Wanderers dit han kom från Aston Villa sommaren 2009. Fulham värvade honom som ung spelare från amatörlaget Rushall Olympic i den engelska sjundedivisionen. Då Knight saknade spelarkontrakt var Fulham inte skyldig att lämna någon övergångssumma. Som en vänlig gest skänktes 30 träningsoveraller till Rushall. Efter Knights framgångar har overallvärvningen blivit uppmärksammad flera gånger.
Knight är känd för sin längd, 198 cm, vilket gör honom till den längste försvarsspelaren i Premier League. Han spelar i tröja nummer 16. Han har gjort två landskamper för England, mot USA och mot Colombia.
Hösten 2007 skrev Knight på ett fyraårskontrakt med Aston Villa. I sin debut gjorde han ett nickmål.

## Kontroverser
Zat Knight har varit inblandad i ett par mindre skandaler utanför planen. Under sin tid i Fulham kom han till träningen en dag med käken bruten under oklara omständigheter. Vidare var han delvis inblandad i en narkotikahärva precis i samband med att hans övergång till Aston Villa skulle tillkännages. Han befann sig i ett hus där polisen slog till och beslagtog narkotika och häktade hans bekanta.